# Поповка (Миргородский район)
Поповка (укр. Попівка) — село,
Поповский сельский совет,
Миргородский район,
Полтавская область,
Украина.
Код КОАТУУ — 5323286001. Население по переписи 2001 года составляло 2306 человек.
В Центральном Государственном Историческом Архиве Украины в городе Киеве есть документы православной церкви за 1750-1797 год
Является административным центром Поповского сельского совета, в который, кроме того, входят сёла
Великая Гремячая и
Малая Гремячая.

## Географическое положение
Село Поповка находится в 3-х км от правого берега реки Хорол,
в 1,5 км от сёл Великая Гремячая и Малая Гремячая.
По селу протекает несколько пересыхающих ручьёв с запрудами.
К селу примыкает лесной массив (дуб).

## Экономика
- Молочно-товарная и птице-товарная фермы.
- «Батькивщина», ЧП.

## Объекты социальной сферы
- Школа.